# Komisja Specjalna do Walki z Nadużyciami i Szkodnictwem Gospodarczym
Komisja Specjalna do Walki z Nadużyciami i Szkodnictwem Gospodarczym − instytucja powołana dekretem Rady Ministrów z 16 listopada 1945 roku, formalnie celem ścigania przestępczości gospodarczej, faktycznie organ represji pozasądowej wobec prywatnej własności, zwłaszcza prywatnego rzemiosła i handlu, działający poza strukturą Ministerstwa Bezpieczeństwa Publicznego. 
Siedziba Komisji mieściła się w pałacu Wesslów przy ul. Krakowskie Przedmieście 25 w Warszawie.

## Opis
W zakresie uprawnień Komisji było orzekanie grzywien, konfiskaty majątku, kierowanie obywateli do obozów pracy. Status prawny Komisji i tryb jej działania, a zwłaszcza faktyczny brak prawa obywatela do obrony (Komisja mogła wydawać orzeczenia w trybie zaocznym, bez wysłuchania obwinionego) był sprzeczny z ówczesną konstytucją. Orzeczenia były wydawane w znacznej części w oparciu o donosy, także anonimowe. Osoby ukarane były dodatkowo piętnowane w prowadzonej przez prasę partyjną kampanii propagandowej. W 1949 roku rozszerzono zakres zainteresowania Komisji o sprawy dotyczące działalności przeciwko władzy ludowej, za jaką uważano m.in. posiadanie nieodpowiednich książek czy prowadzenie korespondencji z rodziną zamieszkałą w kraju kapitalistycznym. Kolejne uprawnienie Komisji wynikało z dekretu Rady Ministrów z 19 kwietnia 1950 roku, mówiącego o zabezpieczaniu socjalistycznej dyscypliny pracy, na jego podstawie represjonowano np. osoby spóźniające się do pracy. 
Komisja została utworzona jako organ centralny, posiadający oddziały terenowe.
Komisja została zniesiona dekretem z 23 grudnia 1954 roku. Przez cały okres jej funkcjonowania na czele Komisji stał Roman Zambrowski.